# Булатниково (Владимирская область)
Була́тниково — село Муромского района Владимирской области Российской Федерации, входит в состав Ковардицкого сельского поселения.

## Название
По местной легенде, в старину жил некий разбойник Булат. Один из боёв его был на том месте, где впоследствии в с. Булатникове поставили церковь. По имени Булата и назвали село. После революции церковь была разрушена. Теперь на месте её западной части находится памятник воинам.
Вероятнее всего, название села происходит от слова «булат». Крестьяне в селе в старину были оружейниками. Из Булатникова был родом Никита Давыдов, оружейник Оружейной палаты в Москве.
По другому преданию, название происходит от грабивших в его окрестностях муромских разбойников, отчего фраза «Булат, ткни кого» послужила основой названия села.

## География
Село расположено при автодороге 17Р-1,  в 20 км на северо-запад от Мурома.

## История
Старинное село Булатниково впервые упоминается в писцовых книгах XVII века (впервые в 1629 году). 
В конце XVII — начале XVIII века на селе было не более десяти дворов. Булатниковские крестьяне имели репутацию воров и конокрадов, за что возникла поговорка: «Воры, булаты и лошеводы».
До революции село являлось центром Булатниковской волости Муромского уезда.
В годы Советской власти центр Булатниковского сельсовета, центральная усадьба совхоза «Булатниково», с 2005 года — в составе Ковардицкого сельского поселения.

## Население
| 1859 | 1897  | 1905  | 1926  | 2002 | 2010 | 2012 |
| ---- | ----- | ----- | ----- | ---- | ---- | ---- |
| 1097 | ↗1346 | ↗1398 | ↗1704 | ↘740 | ↘705 | ↗770 |
| 2021 |       |       |       |      |      |      |
| ↘561 |       |       |       |      |      |      |

## Инфраструктура
В селе расположены Булатниковская средняя общеобразовательная школа (создана в 1868 году), Муромский социально-реабилитационный центр для несовершеннолетних, детский сад № 11, фельдшерско-акушерский пункт, участковый пункт полиции, отделение федеральной почтовой связи

## Транспорт
Автобусное сообщение с райцентром. 